# Ikweha
Ikweha ist ein Verwaltungsbezirk (englisch Ward) des Distrikts Mufindi in der tansanischen Region Iringa.

## Geografie
Ikweha liegt im südlichen Hochland von Tansania etwa 40 Kilometer Luftlinie südwestlich der Distrikthauptstadt Mafinga. Der Bezirk grenzt im Nordwesten an Madibira, im Norden an Sadani, im Osten an Igombavu und Bumilayinga, im Süden an Maduma, im Südwesten an Ihowanza und im Westen an Miyombweni. Bei der Volkszählung 2022 lebten 10.066 Menschen in 2385 Haushalten auf einer Fläche von 381 Quadratkilometern.

## Gliederung
Der Bezirk besteht aus vier Gemeinden (swahili Mtaa) mit 26 Orten (Kitongoji):
| Ugenza - Ugenza - Makolola - Itipingi - Mhenyi - Mwaya - Lufingo - Mbalali - Sinai A - Sinai B - Ibude | Ikweha - Kadege - Ikulu - Kisengamkiva - Kinyamwigigi - Ulunde - Ilangamoto - Ulaya - Mtimbili | Ukelemi - Ukelemi - Makungu - Ihegela - Msosa | Uyela - Makete - Denyimgunda - Mfumbee - kilongayena |

## Wirtschaft und Infrastruktur
- Landwirtschaft: Im Bezirk befindet sich ein Bewässerungssystem. An Nutztieren werden überwiegend Hühner, Rinder und Ziegen gehalten.[8]
- Bildung: Die Ilongo Secondary School ist die einzige weiterführende Schule des Bezirks.[9] Es ist eine staatliche Tagesschule mit einer Ausbildung bis zur 4. Stufe.[10]
- Gesundheit: In den Gemeinden Ugenza und Ikweha gibt es je eine staatliche Apotheke.[11][12]